# Passeirer Gebirgsziege

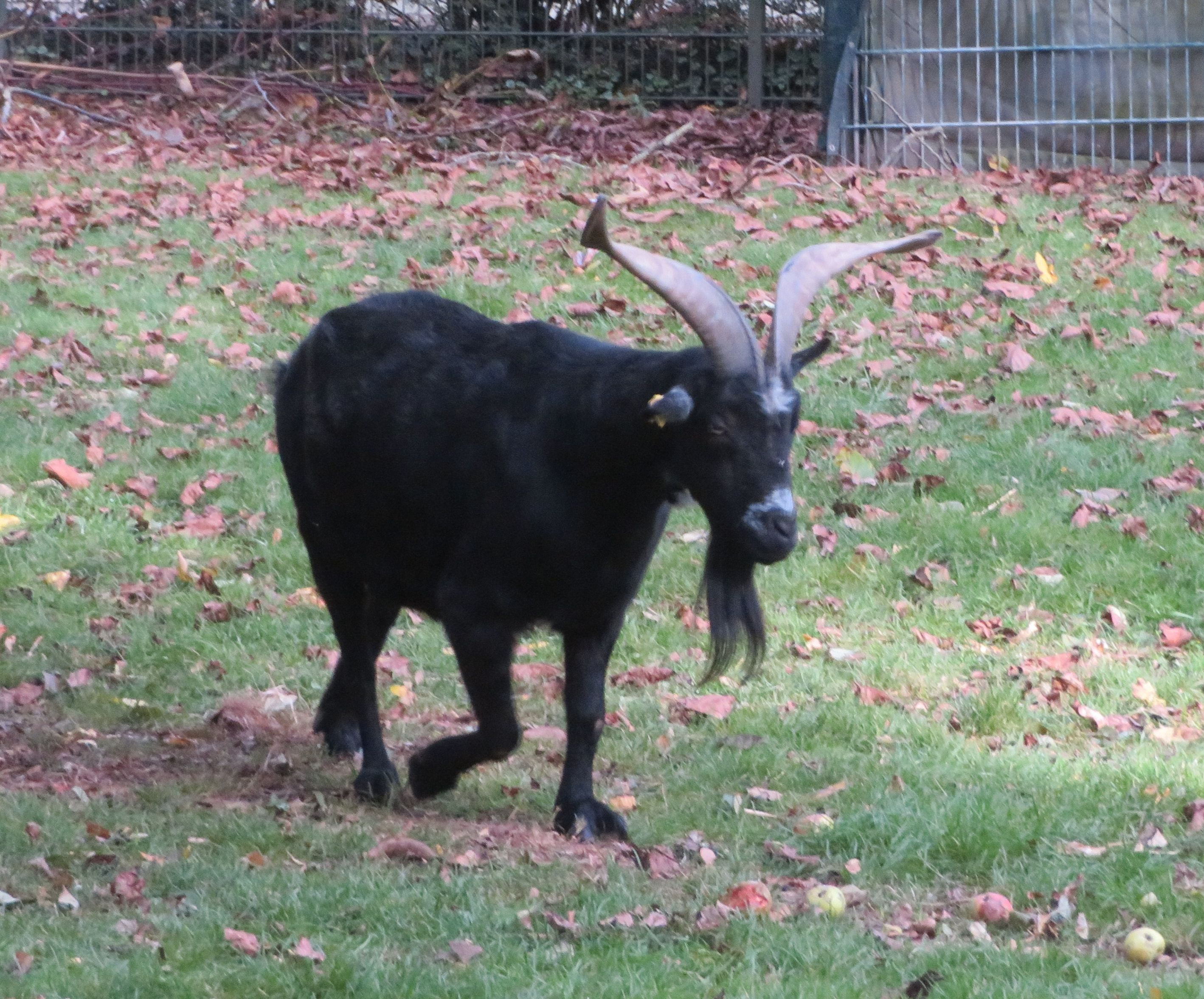
Passeirer Gebirgsziege in einem Gehege

Die Passeirer Gebirgsziege (auch Passeirer Ziege oder Pseirer Goaß genannt) ist eine aus dem Passeiertal stammende Hausziegenrasse, die vorwiegend als Fleischziege und zur Beweidung hochalpiner Landschaften in Südtirol gehalten wird.

## Beschreibung
Die Passeirer Gebirgsziege ist eine robuste, kleinrahmige (mittelgroße) und behornte Ziegenrasse, die in vielen Farbkombinationen und Farbausprägungen auftritt.
Es gibt bei der langhaarigen Variante Zottelte im Südtiroler Dialekt zunächst die Farbschläge „einfärbig“ (diese müssen vom Kopf bis zur Schwanzspitze gleich ausgefärbt sein, nur Strahlen oder ein Stern am Kopf sind erlaubt), oder „gansit“ oder „gonset“ (Mantelfärbung hinten dunkel und vorne hell). Unter „stroolit“ bzw. „strohlet“ versteht man eine Strahlenzeichnung am Kopf.
Innerhalb dieser Farbschläge gibt es die Farben bzw. Farbschattierungen „bloob“ (grau-bläulich), „roat“ (rötlich), „geel“ (gelblich), „pråntlt“ (dunkelbraun), „griislt“ (grau-braun), „verbrennt“ (beige), schwarz und „liecht“ (weiß).
Der Kopf ist kurz mit langen, gebogenen Hörnern, der Hals kurz und kräftig. Der Rücken ist lang und gerade, das Becken breit, der Brustkorb breit und tief. Die Hufe sind sehr hart. Das Haar ist mittellang bis lang.
Die Passeirer Gebirgsziege ist mittelschwer. Männliche Tiere wiegen 80–100 kg, weibliche 40–80 kg. Die Widerristlänge der Böcke beträgt 80–100 cm, die der Ziegen 70–85 cm.
Geißen werden zehn bis zwölf Jahre alt, Böcke nur fünf bis sieben Jahre.

## Traditionelle Haltung und Bedeutung
Die Passeirer Gebirgsziege (Capra della Passiria) wird in Südtirol (Italien) in manchen Tälern an der österreichischen Grenze (Passeiertal, Eisacktal, Sarntal und Schnalstal, sowie im Sarn- und Wipptal) gehalten und gezüchtet. Außer in den Wintermonaten wird sie auf der Weide gehalten, im Sommer in den Hochlagen. Sie ist eine Fleischrasse mit guter Fleischleistung und mit guten Nachzuchtleistungen, sie wird vor allem wegen des delikaten Kitzfleisches gehalten. Sie ist an die höchstgelegenen Almen angepasst und zur Beweidung hochalpiner Landschaften geeignet.

## Bestandsentwicklung
Bei der Zucht werden kurzhaarige Tiere mit Bart und „Mengiler“ (paarweise Hautfalten am Hals) bevorzugt. Insbesondere der langhaarige Schlag dieser Rasse, genannt Zottelte, ist dadurch extrem gefährdet und vom Aussterben bedroht, denn er wird von der kurzhaarigen Variante (Borschtige) verdrängt. Insgesamt gab es im Herbst 2014 ungefähr 8000 Passeier Gebirgsziegen.

## Abstammung
Waltraud Holzner schreibt im Meraner Stadtanzeiger: „Ursprünglich entstammt die Passeirer Gebirgsziege der ‚Pseirer Goaß‘, die schon vor dem 1. Weltkrieg mit ungarischen Zagglziegen verpaart wurde und ihrerseits von der gonseten Schweizer Pfauenziege, von der strohleten Toggenburger Ziege und von der Bündner Strahlenziege abstammt.“